# Akademiska folkdanslaget
Akademiska folkdanslaget är ett folkdanslag för nuvarande och tidigare studenter vid eftergymnasiala utbildningar i Stockholm.
Föreningen grundades 1937 under namnet Stockholms Högskolas Studenters Folkdanslag, och fick sitt nuvarande namn 1939.
I Akademiska folkdanslaget dansas det folkdanser, högreståndsdanser (typ gavott och fransäs), gammaldans, polskor, engelskor och även annat som tex långdans och danslekar.